# تشارلي روس
تشارلي روس (بالإنجليزية: Charlie Ross)‏ سياسي ومحامي أمريكي يعيش في براندون في ولاية ميسيسيبي. مثل المقاطعة العشرين في مجلس شيوخ ميسيسيبي حتى عام 2007. تضم مقاطعته أجزاء من مقاطعتي ماديسون ورانكين. انتخب روس لأول مرة في مجلس الشيوخ في عام 1997 بعد أن عمل كممثل من المقاطعة التاسعة والخمسين في مجلس نواب مسيسيبي. قبل خدمته التشريعية شغل منصب رئيس اللجنة التنفيذية للحزب الجمهوري في رانكين. في عام 2008 ترشح روس لمجلس النواب الأمريكي عن المقاطعة الثالثة في ولاية ميسيسيبي ولكن هزم في المرحلة الأولى من قبل رئيس الحزب الجمهوري في رانكين غريغ هاربر.
درس روس في المدرسة الثانوية في يوربا في مقاطعة وبستر في ولاية ميسيسيبي. تخرج روس في عام 1978 من أكاديمية القوات الجوية الأمريكية بدرجة البكالوريوس في الاقتصاد. بعد الأكاديمية تم تعيينه طيار مقاتل اعتراضي. في عام 1991 تم تفعيله وعمل طيار على طائرة من طراز سي-141 ستارليفتر خلال عملية عاصفة الصحراء مع حرس مسيسيبي الوطني للطيران. في عام 2007 منحته جمعية الحرس الوطني جائزة تشارلز ديك.

## وصلات خارجية
- CharlieRoss.com - موقع الحملة الإنترنتي
- الفوز في الحرب التقصيرية في ميسيسيبي: مفاتيح للنجاح في دول أخرى [PDF]